# Синицький Євген Данилович
Євге́н Дани́лович Сини́цький (рос. Евгений Данилович Синицкий; * 1866, Кам'янець-Подільський — † 6 березня 1915, Київ) — російський юрист, педагог. Псевдоніми — Є. Л., Є. С., Є. Лович.

## Біографія
Син Данила Синицького, брат Леонтія Синицького.
1884 року за участь у студентських заворушеннях Синицького виключили з Київського університету без права вступати до вищих навчальних закладів упродовж двох років. Проте вже 1885 року він зумів вступити до Новоросійського університету в Одесі. Однак у листопаді того ж року Синицького виключили і з цього університету як учасника студентських заворушень. Повернувшись у Київ, Синицький узяв діяльну участь у створеній Михайлом Фокіним народницькій революційній організації («товариство змовників»).
У серпні 1886 року Синицького прийняли до Тартуського ветеринарного інституту, звідки в січні 1888 року, з особливого дозволу міністра народної освіти, він перейшов на юридичний факультет Тартуського університету і закінчив його в січні 1891 року.
Пізніше Синицький був доцентом Демидівського юридичного ліцею в Ярославлі, співробітником і редактором журналу «Вестник воспитания».
Російський письменник Костянтин Станюкович присвятив Євгенові Синицькому оповідання «Добрий», уперше надруковане 1901 року в № 5 журналу «Русская мысль» із підзаголовком: «Розповідь матроса (З далекого минулого)».